# Pittosporum leptosepalum
Pittosporum leptosepalum är en tvåhjärtbladig växtart som beskrevs av Gowda. Pittosporum leptosepalum ingår i släktet Pittosporum och familjen Pittosporaceae. Inga underarter finns listade.